# Gore Springs
Gore Springs est secteur non constitué en municipalité situé dans le Comté de Grenada au Mississippi.